# Совєтський район (Макіївка)
Совєтський (Ханжонківський) район Макіївки — на сході міста Макіївка.

## Географія
Річки: Калинова, Балка Ігнатова, Балка Мокра Калинова.

## Загальна характеристика
Великими населеними місцями району є райони Ханжонкове і смт Кринична.
Ханжонкове
Загальне населення — 40 007 чол. (2001 рік). До війни був самостійним містом Ханжонкове. Вугільні підприємства міста поєднувалися в трест «Радянськвугілля», після розвалу СРСР увійшли до складу тресту «Макіїввугілля» (у Центральноміському районі м. Макіївка).
смт Кринична
Загальне населення 5 702 чоловік (2005 рік).
Району адміністративно підпорядковані:
- Нижнекринська селищна рада
- Кринична селищна рада
- Верхнекринська сільська рада

## Визначні пам'ятки
- ПК шахти «Радянська» (сел. Буроз, вул. Робоча)
- ПК шахтоуправління імені С. М. Кірова (вул. Щербакова)
- ПК шахти № 21 (знесли)
- Автостанція «Радянська»
- ПК імені Маяковського (вул. Гагаріна, сел. Північне)
- ПК «Юність» (смт Криничне)
- ПК імені 50-річчя Радянської влади (смт Нижній Глечик)
- ПК імені Злодійського (Ханжонкове)

## Житлові райони
- Кринична
- Ханжонкове
- Ханжонкове-Північне
- М-н Магістральний
- М-н Першотравневий
- 2-й мікрорайон
- 2-й квартал
- Нижній Глечик
- Селище Об'єднане
- Селище Буроз
- Селище імені Кірова
- Селище Фурманова
- Калинове
- Мар'ївка
- Ремзавод
- 21-а Ділянка

## Комунікації й зв'язок
Мережею покрита більша частина селища, а також селища, які розташовані поруч. Оптичні магістралі, продуктивні сервера, внутрішні й зовнішні ігрові сервера, висока швидкість доступу в Інтернет.

## Основні автомагістралі
- вул. Кірова (Ханжонкове)
- вул. Щербакова
- вул. ХХ з'їзду КПРС
- вул. Підгірська
- вул. Чернишевського (Ханжонкове)
- вул. Скнарева
- вул. Постишева
- вул. Чкалова
- пл. Воровського

## Промислові підприємства
- Бавовнопрядильна фабрика "Мактекс"
- ЗАТ «Макіївський машинобудівний завод»
- Молокозавод
- Ханжонковський завод древесних плит
- Криничанський ремзавод
- Шахти ГХК «Макіїввугілля»: Радянська, Калиновська-Східна, Капітальна, Кіровська-Західна, № 21, № 4-13, № 1-біс, № 13-біс, № 3, Північна, Ясиновка-Глубока й інші. На кінець 2009 року з них експлуатуються Калиновська-Східна, Кіровська-Західна (Колосниковська), Північна. Шахта № 13-біс перебуває в стадії закриття.
- ВАТ «Облдоррембуд»
- Завод «Будмаш» (смт Криничне)
- ВАТ "Граніт" смт Криничне

## Міський транспорт
Представлений автобусами, маршрутними таксі (кінцевої яким переважно є автостанція «Радянська»)
- 6 АС «Плеханівська» (Центр) — АС «Радянська» та інші
- 22 АС «Даки» — АС «Радянська»

До останнього часу в районі експлуатувалися тролейбуси:
- 7 Центр (Центр) — Об'єднаний
- 9 Бавовнопрядильна фабрика (БПФ) — Ханжонкове

У зв'язку з важкою економічною обстановкою 6 з 9 тролейбусних маршрутів (як і всі трамвайні маршрути) міста ліквідовані, контактні мережі й рейки на більшому протязі не експлуатованих маршрутів розібрані.

## Залізничні станції
- Ханженкове
- Кринична
- Монахове
- Колосникове
- Центральна
- Нижньокринка

## Населення
За даними перепису 2001 року населення району становило 53040 осіб, із них 12,77 % зазначили рідною мову українську, 86,16 % — російську, 0,11 % — білоруську, 0,03 % — вірменську, 0,02 % — молдовську, 0,01 % — німецьку, а також польську, гагаузьку, угорську та єврейську мови.